# کونستانت فن لاندونک
کونستانت فن لاندونک (انگلیسی: Constant van Langhendonck; ۴ فوریهٔ ۱۸۷۰ – ۱ ژانویهٔ ۱۹۴۴) سوارکار اهل بلژیک بود.